# Renco Posinković
Renco Posinković (né le 4 janvier 1964 à Split) est un joueur de water-polo yougoslave (d'origine croate), champion olympique en 1988.